# Alfred Eisenstaedt
Alfred Eisenstaedt, född 6 december 1898, död 23 augusti 1995, var en tyskfödd amerikansk fotograf. Han började sin karriär som fotograf i Tyskland under mellankrigsåren, men är mest känd för sitt arbete för Life. Hans mest berömda bild V-J Day in Times Square, visar en sjöman som kysser en främling efter Japans kapitulation under andra Världskriget.

## Tidigt liv
Eisenstaedt föddes i Dirschau, men familjen flyttade till Berlin 1906. Eisenstaedts familj var judisk och på grund av förtrycket i Nazityskland tvingades de att emigrera till USA 1935.

## Professionell karriär

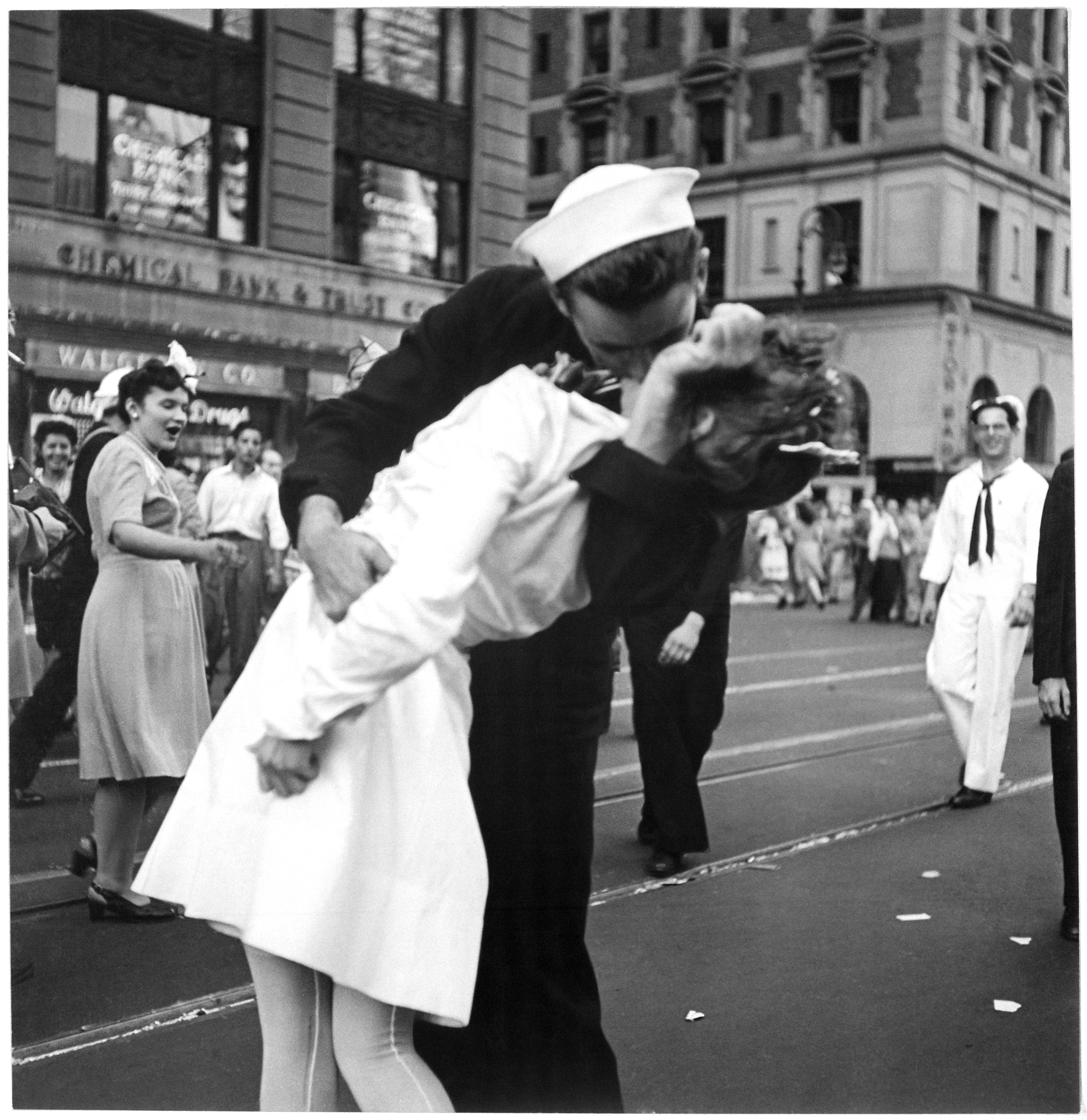
U.S. Navy-fotografen Victor Jorgensens fotografi Kissing the War Goodbye, som föreställer samma ögonblick som i Eisenstaedts mer kända V-J Day in Times Square.

Han anställdes som heltidsanställd fotograf av Associated Press 1929.
1936, erbjöds han en anställning som fotograf på Life, som en av de fyra ursprungliga fotograferna, tillsammans med Margaret Bourke-White och Robert Capa.

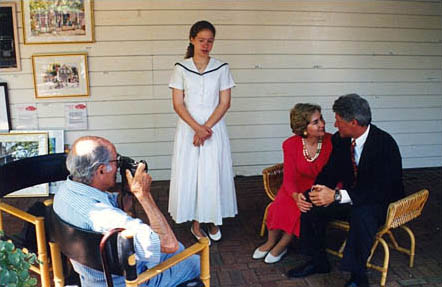
Eisenstaedt fotograferar familjen Clinton